# Campeonato Nacional de Fútbol 1957
Il Campeonato Nacional de Fútbol 1957 è stata la 1ª edizione della massima serie del campionato di calcio dell'Ecuador, ed è stata vinta dall'Emelec.

## Antefatti
Nel 1940 fu organizzato il primo torneo calcistico ecuadoriano a carattere nazionale: anziché squadre di club, però, a partecipare erano delle selezioni di alcune province. Questa manifestazione durò fino al 1949, e fu la prima a coinvolgere squadre da tutto l'Ecuador. Nel 1957 la federazione ecuadoriana si risolse a organizzare un torneo per squadre di club, giacché aveva acconsentito a partecipare a una competizione internazionale in Colombia l'anno seguente, a cui doveva inviare il club vincitore del campionato nazionale.

## Formula
A prendere parte al torneo, riservato a squadre delle province di Quito, Ambato e Guayaquil, furono le prime due classificate del Campeonato Profesional Interandinos e del Campeonato Profesional de Fútbol de Guayaquil. Una volta selezionate le quattro partecipanti, esse vennero incluse in un girone all'italiana: dato che le formazioni della medesima provincia non potevano affrontarsi, le partite furono solo 4.

## Classifica
|                    | Pos. | Squadra         | Pt | G | V | N | P | GF | GS | DR |
| ------------------ | ---- | --------------- | -- | - | - | - | - | -- | -- | -- |
| Ecuador (bandiera) | 1.   | Emelec          | 6  | 4 | 3 | 0 | 1 | 8  | 4  | +4 |
|                    | 2.   | Barcelona SC    | 5  | 4 | 2 | 1 | 1 | 10 | 6  | +4 |
|                    | 3.   | Deportivo Quito | 4  | 4 | 2 | 0 | 2 | 4  | 6  | -2 |
|                    | 4.   | Aucas           | 1  | 4 | 0 | 1 | 3 | 6  | 12 | -6 |

## Calendario
| Andata (1ª)  | Andata (1ª) | Prima giornata            | Ritorno (2ª) | Ritorno (2ª) |
|              |             |                           |              |              |
| 10 nov. 1957 | 2-1         | Deportivo Quito-Barcelona | 1-3          | 17 nov. 1957 |
| 10 nov. 1957 | 2-0         | Emelec-Aucas              | 4-3          | 17 nov. 1957 |

| Andata (3ª)  | Andata (3ª) | Seconda giornata       | Ritorno (4ª) | Ritorno (4ª) |
|              |             |                        |              |              |
| 24 nov. 1957 | 1-0         | Deportivo Quito-Emelec | 0-2          | 1º dic. 1957 |
| 24 nov. 1957 | 4-1         | Barcelona-Aucas        | 2-2          | 1º dic. 1957 |

## Verdetti
- Emelec campione nazionale

## Classifica marcatori
| Gol |  |  | Giocatore     | Squadra      |
| --- |  |  | ------------- | ------------ |
| 4   |  |  | Simón Cañarte | Barcelona SC |